# Unterlagen
Mit Unterlagen (meist im Plural, siehe auch: Unterlage) bezeichnet man Informationen, die die Erledigung von bestimmten Aufgaben dokumentieren.
Bei diesen Aufgaben handelt es sich beispielsweise um die Geschäfte und Tätigkeiten von Behörden, Unternehmen, Vereinen, Familien oder Einzelpersonen.
Die Form und die Träger der Information spielen für die Definition des Unterlagenbegriffs keine Rolle. Unterlagen können beispielsweise in der Form von analogen oder digitalen Einzelschriftstücken, Akten, Datenbanken, grauer Literatur, Websites, Urkunden, Karten, Daten- oder Dateisammlungen, Fotos oder Videos auftreten. Als Informationsträger fungieren meist Papier oder digitale Datenträger.
Man vergleiche die Definition von Archivgut (= zeitlich unbefristet zu erhaltende Unterlagen) sowie die Legaldefinitionen des Unterlagenbegriffs in den Archivgesetzen.